# Bath City FC
A Bath City Football Club egy 1889-ben alapított angliai labdarúgóklub Bath városban. A csapat a National League South, azaz a hatodosztály tagja.

## Sikerek
- Hetedosztályú bajnok: 1959-60, 1977-78, 2006-07

## Játékoskeret
2020. május 23-tól
| # |     | Poszt | Név               |
| - | --- | ----- | ----------------- |
| 1 | ENG | K     | Ryan Clarke       |
| 2 | ENG | V     | Joe Raynes        |
| 3 | ENG | V     | Connor Riley-Lowe |
| 4 | ENG | KP    | Tom Smith         |
| 6 | ENG | KP    | Frankie Artus     |
| 7 | ENG | CS    | Adam Mann         |
| 8 | ENG | CS    | Andy Watkins      |

| #  |     | Poszt | Név                   |
| -- | --- | ----- | --------------------- |
| 10 | ENG | CS    | Ryan Brunt            |
| 11 | ENG | KP    | Ross Stearn           |
| 12 | ENG | V     | Dan Ball              |
| 13 | ENG | K     | Harvey Wiles-Richards |
| 16 | ENG | KP    | Jordan Simpson        |
| 17 | ENG | KP    | Tom Richards          |
| 20 | ENG | KP    | Lloyd James           |
| -  | ENG | V     | Jack Batten           |

## Fordítás
- Ez a szócikk részben vagy egészben  a   Bath City F.C. című angol Wikipédia-szócikk fordításán alapul.  Az eredeti cikk szerkesztőit annak laptörténete sorolja fel. Ez a jelzés csupán a megfogalmazás eredetét és a szerzői jogokat jelzi, nem szolgál a cikkben szereplő információk forrásmegjelöléseként.